# Lexington (comté de Carroll, Indiana)
Pour les articles homonymes, voir Lexington.
Pour l’autre communauté non incorporée du même État, voir Lexington (comté de Scott, Indiana).
Lexington est une communauté non incorporée du comté de Carroll, dans l’État de l’Indiana, aux États-Unis.

## Histoire
Lexington a été établie en 1835.